# Radio Victoria (Baden-Württemberg)
Radio Victoria war ein privater Hörfunksender mit Sitz in Baden-Baden, der vom 1. März 1989 bis zum 31. März 1994 in Baden über den Sender Hornisgrinde auf der Frequenz 100,4 MHz sowie in vielen Kabelnetzen in Baden-Württemberg sendete.
Der Programmschwerpunkt des Senders lag auf Popmusik, die anmoderiert wurde. Neben Nachrichten gab es am Wochenende eine Talksendung. Nachts wurde das Programm von Radio RPR übernommen. Programmchef war Christian Frietsch.
Der Sendername wies auf den Standort des Senders, das ehemalige Baden-Badener Hotel Victoria, hin. Der ursprüngliche Name beim Sendestart war Radio 7 Victoria, der auf eine Verbindung zum Sender Radio 7 hinwies. Es wurden auch Programmteile wie Nachrichten von dort übernommen. Eine weitergehende programmliche Verbindung scheiterte aufgrund der zu großen Entfernung der beiden Senderstandorte, so dass die „7“ später aus dem Sendernamen verschwand.
Moderatoren waren unter anderem Christian Simon, Klaus A. Heller, Barbara Scherrer, Susanne Rohrer oder Walter Fuchs.
Radio Victoria sendete täglich von 0 bis 13 Uhr und von 16 bis 20 Uhr und teilte sich die Frequenz mit dem ebenfalls mittlerweile abgeschalteten Sender Radio Ladies First. Am 1. April 1994 wurde die Frequenz von Radio Regenbogen übernommen.
Seit Januar 2025 ist Radio Victoria mit einem revival stream auf den gängigen Webradioplattformen wieder online.